# Monte Fumo (Adamello)
Il monte Fumo (3418 m s.l.m.) è una montagna del gruppo dell'Adamello, situata al confine tra la Lombardia (provincia di Brescia) e il Trentino Alto-Adige.
Divide due importanti valli: la Val Saviore (Lombardia) e la Val di Fumo (Trentino Alto-Adige).
La montagna è attorniata dal ghiacciaio Pian di Neve, uno dei ghiacciai più vasti delle Alpi (copre infatti una superficie di ben 1800 ettari).
Alpinisticamente non è una montagna molto frequentata, sebbene la difficoltà tecnica è abbastanza semplice (la salita può essere valutata come F/F+), anche se il dislivello da superare non va sottovalutato (partendo da Malga Lincino in Val Saviore sono circa 1850 m di dislivello con uno sviluppo complessivo di 24 km andata/ritorno).
In prossimità della vetta, sono ancora oggi presenti resti di baracche militari della prima guerra mondiale e alcuni bossoli ormai arrugginiti.
Dalla vetta, si gode un ampio panorama: su tutti troneggia l'Adamello e il grandioso Pian di Neve; il Carè Alto, le montagne della Val Camonica, l'arco alpino occidentale con il monte Rosa, e il gruppo di Brenta, in territorio Trentino.
È presente anche una croce di legno e una bandiera italiana.